# الجمعية الأمريكية لبيولوجيا الخلية
الجمعية الأمريكيّة لبيولوجيا الخلية هي جمعية مهنية تأسست سنة 1960.
بيان مهمتها يقول:
الجمعية الامريكيّة لبيولوجيا الخلية هي مجموعة شاملة من علماء الأحياء الذين يدرسون الخلية، وهي الوحدة الأساسية للحياة. ونحن مكرسون للنهوض بالاكتشاف العلمي، والدعوة إلى سياسات بحث سليمة، وتحسين التعليم، وتعزيز التنمية المهنية، وزيادة التنوع في القوى العاملة.

## التاريخ
وفي 6 نيسان/أبريل 1959، أصدرت الأكاديمية الوطنية للعلوم في الولايات المتحدة قرارا بإنشاء «جمعية وطنية لبيولوجيا الخلية تعمل كممثل وطني لدى الاتحاد الدولي لبيولوجيا الخلية».
تم تنظيم الجمعية الأمريكيّة لبيولوجيا الخلية لأول مرة في اجتماع مخصص في مكتب كيث آر بورتر في جامعة روكفلر في 28 مايو عام 1960. في أربعينيات القرن العشرين، كان بورتر واحداً من أوائل العلماء في العالم الذين استخدموا التقنية الثورية آنذاك في الفحص المجهري للإلكترون (م. إ) للكشف عن البنية الداخلية للخلايا. وكان زعماء الجمعية الأمريكيّة لبيولوجيا الخلية الأوائل جورج بالاد، ودون فوسيت، وهيوسون سويفت، وآرثر سولومون، وهانز ريس من رواد الحركة. وكان جميع القادة الأوائل قلقين من أن الجمعيات العلمية ومجلات علم الأحياء القائمة لم تكن متقبلة لهذا المجال الناشئ الذي درس الخلية بوصفها الوحدة الأساسية في الحياة كلها.
تأسست الجمعية الأمريكيّة لبيولوجيا الخلية قانونيا في ولاية نيويورك في تاريخ 31 يوليو 1961. ووجهت دعوة إلى العضوية، حيث اشترك أول 480 عضواً من أعضاء المجلس. عقد الاجتماع السنوي الأول بتاريخ 2-4 من شهر نوفمبر عام 1961 في شيكاغو، حيث اجتمع 844 شخص لمدة ثلاثة أيام من المحاضرات والشرائح والأفلام التي تظهر البنية الخلوية. وقرأت نتائج الاقتراع البريدي وأعلن فوسيت أول رئيس للمجلس.
ولم تبقِ الجمعية مجتمعا مجهريا إلكترونيا.  وسرعان ما وسعت التقنيات الجديدة والاكتشافات الجديدة في علم الأحياء الجزيئي، وعلم الوراثة، والكيمياء الحيوية، والفحص المجهري الخفيف المجال. استمرت بيولوجيا الخلية في التوسع منذ ذلك الحين، حيث وسعت نطاق تأثيرها على الطب السريري وعلم الأدوية في حين اعتمدت على التكنولوجيات الجديدة في الهندسة الحيوية، والتصوير عالي الدقة، ومناولة البيانات على نطاق واسع، وتسلسل الجينوم.
وبحلول عام 1963، كان عدد الأعضاء يتألف من تسعة آلاف عالم. وفي عام 2008، أفادت التقارير بأن الجمعية الأمريكيّة لبيولوجيا الخلية بلغ عدد أعضائها 11,000 عضو في مختلف أنحاء العالم. واليوم يعمل 25% من أعضاءها خارج الولايات المتحدة. وتزيد الاجتماعات السنوية الآن عن 5,000 شخصا. منذ عام 1960، فاز 32 من أعضاء الجمعية السابقين أو الحاليين بجوائز نوبل في الطب أو الكيمياء.

## المنشورات

### المطبوعات
- علم الأحياء الجزيئي للخلية: مجلة على الإنترنت من تقارير البحوث العلمية والمقالات المنشورة 24 مرة في السنة.
- علم الأحياء الخلوي- تعليم علوم الحياة: مجلة على الإنترنت استعرضها الأقران من بحوث تعليم علوم الحياة والممارسة القائمة على الأدلة.
- الرسالة الإخبارية للجمعية الأميركية لبيولوجيا الخلية: الرسالة الإخبارية الشهرية للجمعية الأميركية لبيولوجيا الخلية تستكمل الأعضاء وصناع القرار السياسي بشأن القضايا، والسياسات العامة، وبرامج المجتمع والمناسبات، والمنح، والمشورة الوظيفية، وأكثر.

### المنشوات الإلكترونية
- تدوينات الجمعية الأمريكية لبيولوجيا الخلية: آخر الأخبار العلمية، الرؤى، والمدونات.[11]

## الاجتماع السنوي
عادة ما يعقد الاجتماع السنوي للمجلس في غضون الأسبوعين الأولين من كانون الأول/ديسمبر، حيث يعقد بين العلماء في مجال بيولوجيا الخلية لإبراز أحدث البحوث، والتقنيات والمنتجات والخدمات، مما يوفر مكانا لإقامة الشبكات وإسداء المشورة الوظيفية؛ وتوفير نُهُج تعليمية تم اختبارها بحثاً لمدرسي المدارس الثانوية والأساتذة الذين يدرسون الطلاب الجامعيين، ولتحفيز الاكتشاف والتعاون في المستقبل. وتقدم الجمعيّة أيضاً جوائز، وجلسات للملصقات (حيث يقدم الطلاب، والزملاء بعد الدراسة، والعلماء المستقلون أبحاثهم ويتلقون الآراء)، وجلسات علمية (ندوات، وفرق عمل، وورشات عمل، وجلسات مترجمة، ومجموعات فرعية ذات اهتمام خاص، ومحاضرات جوائز، ومعارض). وتتيح جداول المناقشة العلمية فرصا لمناقشة المواضيع العلمية مع العلماء الخبراء، وتوفر الموائد المستديرة للمناقشة الوظيفية مجموعة متنوعة من الموائد ذات المواضيع الوظيفية التي تناولها الميسرون من الخبراء. وبالإضافة إلى ذلك، تركز الدورات الاستثنائية على الدعوة، ووسائط الإعلام والتوعية العامة، والمسائل الخاصة التي تهم المرأة والأقليات والمثليين والمثليات والمتحولين جنسيا من العلماء، ووسائط الإعلام، وما إلى ذلك.
وأسفر اجتماع عام 2012 عن إعلان سان فرانسيسكو بشأن تقييم البحوث.

## المنح
- أفراد الجمعية الأمريكيّة لبيولوجيا الخلية
- ميدالية إدموند ويلسون
- محاضرة كيث ر. بورتر[12]
- جوائر جوينور وجوائز منتصف العمرالمهني للنساء المتفوقات في مجال البحوث
- جائزة ساندرا ك. ماسور للقيادة العليا
- جائزة الجمعية الأمريكيّة لبيولوجيا الخلية للتفوق في الشمولية
- محاضرة إرنست إيفيريت جست
- ورقة علم الأحياء الجزيئي[13][14]
- جائزة بروس ألبرتس للتفوق في تدريس العلوم
- جائزة عالم الحياة المهنية المبكرة
- جائزة ميرتون بيرنفيلد التذكارية
- جائزة نورتن جيلولا
- جائزة الخدمة العامة في الجمعية الأمريكيّة لبيولوجيا الخلية

## الرؤساء
تم انتخاب هؤلاء الأشخاص كرؤساء للجمعية الأمريكيّة لبيولوجيا الخلية:
| - 1962: دون دبليو. فاوست - 1963: أليكس بنجامين نوفيكوف - 1964: هيوسين سويفت - 1965: فان بوتر - 1966: ديفيد م. بريسكوت - 1967: فيليب سيكيفيتز - 1968: جوزيف جي. غال - 1969: مونتروز موسى - 1970: جي هيربرت تايلور - 1971: سول كيت - 1972: دانييال مازيا - 1973: جان بول ريفيل - 1974: تي سي هسو - 1975: جورج باباس - 1976: جورج بالاد - 1977: اليزبث هاي - 1978: كيث بورتر - 1979: ديفيد ساباتيني - 1980: بيل برينكلي - 1981: هيلين أ. باديكولا | - 1982: مارلين فاركهار - 1983: جيمس دي جيمايسون - 1984: موريس كارنوفسكي - 1985: دانييال برانتون - 1986: ماري لو باردو - 1987: فرانك رودل - 1988: توماس دي بولارد - 1989: جيمس سبوديتش - 1990: غونتر بلوبل - 1991: مارك كيرشنر - 1992: دونالد براون - 1993: سوزان غيربي - 1994: جيه ريتشارد ماكلنتوش - 1995: أورسولا غودينو - 1996: جون مايكل بيشوب - 1997: مينه بيسل - 1998: إليزابيث بلاكبيرن - 1999: راندي شيكمان - 2000: ريتشارد أولدينغ هاينز - 2001: إلين فوكس | - 2002: غاري بورزي - 2003 سوزان بفيفر - 2004: هارفي لوديش - 2005: زينة ويرب - 2006: ماري بيكيرل - 2007: بروس ألبرتس - 2008: روبرت دي غولدمان - 2009: بريجيد هوجان - 2010: تيموثي ميتشسون - 2011: ساندرا شمي - 2012: رونالد فالي - 2013: دون كليفلاند - 2014: جنيفر ليبنكوت - شوارتز - 2015: شيرلي تيلغمان - 2016: بيتر والتر - 2016: بيتر والتر - 2017: بيترو دي كاميلي - 2018 جودي نوناري - 2019 أندرو موراي - 2020: إيفا نوغاليس - 2021: روث ليمان |

## اللجان
- تركز لجنة التعليم على تعزيز تعليم الأحياء، ومحو الأمية العلمية، والتطور الوظيفي في المجالات المتصلة بالبيولوجيا، وتكريم المربي بروس ألبرتس بجائزة التميز في تدريس العلوم، وتثقيف المعلمين من خلال عقد دورات في الاجتماع السنوي للجمعية الأمريكيّة لبيولوجيا الخلية، بما في ذلك منتدى مبادرة التعليم، وزارة التعليم، ورشة عمل للتعليم في مرحلة ما قبل التخرج، وتعليم العلوم لمراحل التعليم العام (لطلاب ومعلمي المدارس الثانوية المحلية)، وتطوير الوظائف.
- لجنة المالية ومراجعة الحسابات، التي يرأسها أمين الخزانة، مسؤولة عن تقييم الوضع المالي للجمعية، واستعراض النفقات، والتوصية بالميزانيات السنوية والصناديق الاحتياطية والاستثمارات. وتتألف اللجنة من ثلاثة أو أكثر من أعضاء الجمعية وعضوين «بحكم منصبهما» وهما الرئيس والرئيس المنتخب.
- تتمثل الأهداف الرئيسية للجنة الشؤون الدولية في توسيع قاعدة الجهود الدولية للمجتمع من خلال العمل مع الجمعيات الوطنية لبيولوجيا الخلايا وتنسيق الأنشطة الدولية؛ وتيسير التبادل بين علماء الولايات المتحدة والعلماء الدوليين؛ وزيادة التدريب والقدرات في مجال بيولوجيا الخلايا في جميع أنحاء العالم؛ وزيادة العضوية والرضا الدوليين في الجمعية الأمريكيّة لبيولوجيا الخلية.
- تقوم لجنة الأعضاء التي يرأسها أمين اللجنة، باستعراض السياسات المتعلقة بالاحتفاظ بالعضوية ونموها، وتوصي بذلك.
- تسعى لجنة شؤون الأقليات إلى تقديم دعم كبير للعلماء من الأقليات الممثلة تمثيلا ناقصا في جميع مراحل تعليمهم ومهنتهم.
- تقوم لجنة البرنامج بوضع البرنامج العلمي للاجتماع السنوي، الذي يعقد عادة في أواخر الخريف أو أوائل الشتاء.
- تشجع لجنة الإعلام على تثقيف الجمهور في مجال بيولوجيا الخلية، مباشرة وعن طريق وسائط الإعلام.
- تقوم لجنة السياسات العامة بانتظام بتثقيف كونغرس الولايات المتحدة والإدارة بشأن أهمية التمويل الطبي الحيوي الأساسي والسياسة الطبية الحيوية.
- تمثل لجنة البريد والطلاب العلماء الشباب. وهي مكرسة لتوفير منتدى للطلاب وأعضاء ما بعد الدراسة لتحديد ومعالجة المواضيع الأساسية لنجاحهم. وهي تسعى جاهدة إلى دعم قيم الجمعية والنهوض بأهدافها من خلال تعزيز المشاركة النشطة للطلاب ودورات ما بعد المدرسة في الأوساط العلمية وزيادة فعاليتها إلى أقصى حد.
- الهدف الرئيسي للجنة المرأة في بيولوجيا الخلية هو توفير الفرص والمعلومات المفيدة للنساء والرجال في تطوير حياتهم المهنية في بيولوجيا الخلية. وتقدم اللجنة أيضا مشورة للتطوير الوظيفي ذات قيمة لجميع علماء الطب الحيوي الأساسيين.
- الخلية: مكتبة الصور هي قاعدة بيانات شاملة، ويمكن الوصول إليها بسهولة، وموارد عامة من الصور، وأشرطة الفيديو، والرسوم المتحركة للخلايا من مجموعة متنوعة من الكائنات الحية، وابراز مكونات ووظائف الخلايا. وستقدم قاعدة البيانات البحوث المتعلقة بالنشاط الخلوي لتحقيق الهدف النهائي المتمثل في تحسين صحة الإنسان.

## إعلان سان فرانسيسكو بشأن تقييم البحوث
في اجتماع الجمعية الأمريكية لبيولوجيا الخلية في سان فرانسيسكو عام 2012، وضع العلماء الإعلان المتعلق بتقييم البحوث، الذي يدعو إلى قياس الناتج العلمي تقييما دقيقا وحكيما. كما يدعو العلماء والمؤسسات إلى إعادة تقييم استخدام عامل التأثير لتقييم الجهود العلمية الفردية.

## روابط خارجية
- الموقع الرسمي
- http://www.ibiology.org
- http://www.ascb.org/the-ascb-post/